# 2002-es labdarúgó-világbajnokság-selejtező (UEFA – 9. csoport)
A 2002-es labdarúgó-világbajnokság európai 9. selejtezőcsoportjának mérkőzéseit, és a csoport végeredményét tartalmazó lapja. A csoportban körmérkőzéses, oda-visszavágós rendszerben játszottak egymással a labdarúgó-válogatottak. A csoportelső automatikus résztvevője lett a 2002-es labdarúgó-világbajnokságnak.
A csoportban Albánia, Anglia, Finnország, Görögország és Németország szerepelt.
A csoportot Anglia nyerte és kijutott a 2002-es világbajnokságra, a második helyet pedig Németország szerezte meg és játszhatott pótselejtezőt. 

## Tabella
| Hely. | Csapat      | M | Gy | D | V | G+ | G– | Gk  | P  | Továbbjutás                         |     | Anglia | Németország | Finnország | Görögország | Albánia |
| ----- | ----------- | - | -- | - | - | -- | -- | --- | -- | ----------------------------------- | --- | ------ | ----------- | ---------- | ----------- | ------- |
| 1.    | Anglia      | 8 | 5  | 2 | 1 | 16 | 6  | +10 | 17 | Kijutott a 2002-es világbajnokságra |     | —      | 0–1         | 2–1        | 2–2         | 2–0     |
| 2.    | Németország | 8 | 5  | 2 | 1 | 14 | 10 | +4  | 17 | Továbbjutott a második fordulóba    |     | 1–5    | —           | 0–0        | 2–0         | 2–1     |
| 3.    | Finnország  | 8 | 3  | 3 | 2 | 12 | 7  | +5  | 12 |                                     |     | 0–0    | 2–2         | —          | 5–1         | 2–1     |
| 4.    | Görögország | 8 | 2  | 1 | 5 | 7  | 17 | −10 | 7  |                                     | 0–2 | 2–4    | 1–0         | —          | 1–0         |         |
| 5.    | Albánia     | 8 | 1  | 0 | 7 | 5  | 14 | −9  | 3  |                                     | 1–3 | 0–2    | 0–2         | 2–0        | —           |         |

## Mérkőzések
| 2000. szeptember 2. 15:00 |

| Finnország                  | 2–1         | Albánia    |
| --------------------------- | ----------- | ---------- |
| Litmanen 45' Riihilahti 68' | Jegyzőkönyv | Murati 64' |

| Finnair stadion, Helsinki Nézőszám: 10,770 Játékvezető: René Temmink (holland) |

| 2000. szeptember 2. 19:00 |

| Németország            | 2–0         | Görögország |
| ---------------------- | ----------- | ----------- |
| Deisler 17' Scholl 75' | Jegyzőkönyv |             |

| Volksparkstadion, Hamburg Nézőszám: 48,500 Játékvezető: Antonio López Nieto (spanyol) |

| 2000. október 7. 15:00 |

| Anglia | 0–1         | Németország |
| ------ | ----------- | ----------- |
|        | Jegyzőkönyv | Hamann 14'  |

| Wembley, London Nézőszám: 76,377 Játékvezető: Stefano Braschi (olasz) |

| 2000. október 7. 20:15 |

| Görögország      | 1–0         | Finnország |
| ---------------- | ----------- | ---------- |
| Liberópulosz 59' | Jegyzőkönyv |            |

| Olimpiai Stadion, Athén Nézőszám: 15,000 Játékvezető: Pierluigi Collina (olasz) |

| 2000. október 11. 19:00 |

| Albánia             | 2–0         | Görögország |
| ------------------- | ----------- | ----------- |
| Bushi 48' Fakaj 90' | Jegyzőkönyv |             |

| Qemal Stafa stadion, Tirana Nézőszám: 10,200 Játékvezető: Rune Pedersen (norvég) |

| 2000. október 11. 19:00 |

| Finnország | 0–0         | Anglia |
| ---------- | ----------- | ------ |
|            | Jegyzőkönyv |        |

| Olimpiai Stadion, Helsinki Nézőszám: 36,210 Játékvezető: Alain Sars (francia) |

| 2001. március 24. 15:00 |

| Anglia               | 2–1         | Finnország     |
| -------------------- | ----------- | -------------- |
| Owen 44' Beckham 50' | Jegyzőkönyv | Riihilahti 26' |

| Anfield, Liverpool Nézőszám: 44,262 Játékvezető: Valentyin Ivanov (orosz) |

| 2001. március 24. 20:00 |

| Németország           | 2–1         | Albánia  |
| --------------------- | ----------- | -------- |
| Deisler 49' Klose 87' | Jegyzőkönyv | Kola 65' |

| BayArena, Leverkusen Nézőszám: 22,500 Játékvezető: Graziano Cesari (olasz) |

| 2001. március 28. 20:30 |

| Albánia       | 1–3         | Anglia                             |
| ------------- | ----------- | ---------------------------------- |
| Rraklli 90+2' | Jegyzőkönyv | Owen 74' Scholes 85' A. Cole 90+6' |

| Qemal Stafa stadion, Tirana Nézőszám: 18,000 Játékvezető: Alain Hamer (luxemburgi) |

| 2001. március 28. 21:30 |

| Görögország                    | 2–4         | Németország                                         |
| ------------------------------ | ----------- | --------------------------------------------------- |
| Harisztéasz 20' Jeorjádisz 43' | Jegyzőkönyv | Rehmer 6' Ballack 25' (11-esből) Klose 82' Bode 90' |

| Olimpiai Stadion, Athén Nézőszám: 32,173 Játékvezető: Vítor Melo Pereira (portugál) |

| 2001. június 2. 20:00 |

| Finnország   | 2–2         | Németország                        |
| ------------ | ----------- | ---------------------------------- |
| Forssell 28' | Jegyzőkönyv | Ballack 69' (11-esből) Jancker 73' |

| Olimpiai Stadion, Helsinki Nézőszám: 35,744 Játékvezető: Dick Jol (holland) |

| 2001. június 2. 21:00 |

| Görögország | 1–0         | Albánia |
| ----------- | ----------- | ------- |
| Mahlász 70' | Jegyzőkönyv |         |

| Teódorosz Vardinojánnisz Stadion, Iráklio Nézőszám: 5,500 Játékvezető: Nyikolaj Levnyikov (orosz) |

| 2001. június 6. 19:30 |

| Albánia | 0–2         | Németország            |
| ------- | ----------- | ---------------------- |
|         | Jegyzőkönyv | Rehmer 27' Ballack 68' |

| Qemal Stafa, Tirana Nézőszám: 12,800 Játékvezető: Gilles Veissière (francia) |

| 2001. június 6. 21:45 |

| Görögország | 0–2         | Anglia                  |
| ----------- | ----------- | ----------------------- |
|             | Jegyzőkönyv | Scholes 63' Beckham 87' |

| Olimpiai Stadion, Athén Nézőszám: 29,300 Játékvezető: Rune Pedersen (norvég) |

| 2001. szeptember 1. 19:00 |

| Albánia | 0–2         | Finnország            |
| ------- | ----------- | --------------------- |
|         | Jegyzőkönyv | Tainio 55' Kuqi 90+3' |

| Qemal Stafa, Tirana Nézőszám: 6,400 Játékvezető: Erol Ersoy (török) |

| 2001. szeptember 1. 19:30 |

| Németország | 1–5         | Anglia                                    |
| ----------- | ----------- | ----------------------------------------- |
| Jancker 6'  | Jegyzőkönyv | Owen 12' 48' 65' Gerrard 45+3' Heskey 73' |

| Olimpiai Stadion, München Nézőszám: 63,000 Játékvezető: Pierluigi Collina (olasz) |

| 2001. szeptember 5. 19:00 |

| Finnország                                          | 5–1         | Görögország     |
| --------------------------------------------------- | ----------- | --------------- |
| Forssell 14' Riihilahti 21' Kolkka 38' Litmanen 53' | Jegyzőkönyv | Karangúnisz 30' |

| Olimpiai Stadion, Helsinki Nézőszám: 27,216 Játékvezető: Paul Allaerts (belga) |

| 2001. szeptember 5. 20:00 |

| Anglia              | 2–0         | Albánia |
| ------------------- | ----------- | ------- |
| Owen 43' Fowler 88' | Jegyzőkönyv |         |

| St James’ Park, Newcastle Nézőszám: 51,046 Játékvezető: Juan Fernández Marín (spanyol) |

| 2001. október 6. 15:00 |

| Anglia                       | 2–2         | Görögország                     |
| ---------------------------- | ----------- | ------------------------------- |
| Sheringham 68' Beckham 90+3' | Jegyzőkönyv | Harisztéasz 36' Nikolaídisz 69' |

| Old Trafford, Manchester Nézőszám: 66,000 Játékvezető: Dick Jol (holland) |

| 2001. október 6. 16:00 |

| Németország | 0–0         | Finnország |
| ----------- | ----------- | ---------- |
|             | Jegyzőkönyv |            |

| Arena AufSchalke, Gelsenkirchen Nézőszám: 52,000 Játékvezető: Anders Frisk (svéd) |

## Góllövőlista
|  |  |